# Obbligazioni del diritto romano
Le obbligazioni del diritto romano, anche dette obligatio, consistevano in un vincolo giuridico in cui un soggetto, identificato come debitore, era vincolato a compiere una determinata azione nei confronti di un altrui soggetto, individuato come creditore.
La prestazione era il comportamento che il debitore doveva compiere nei confronti del creditore, il quale possedeva invece il corrispondente diritto soggettivo, ovvero il credito.
A differenza dei diritti assoluti, come quello di proprietà, che erano valevoli verso tutti, quelli di credito erano esercitabili solo verso soggetti determinati e individuabili, ovvero i debitori.

## Genesi
Le obligatio, nella storia romana, non nacquero subito con le caratteristiche che le contraddistinguevano, ma avevano derivazioni da antichi istituti giuridici che presentavano elementi simili.

### Atti illeciti
Le prime avvisaglie della nascita di questo istituto giuridico le possiamo trovare negli atti illeciti e alle reazioni ad esse durante l'età arcaica:
vi erano, infatti, alcuni comportamenti ritenuti lesivi dei principi che facevano da fondamento alla comunità che venivano puniti, dal pater familias della famiglia colpita con la vendetta, che consisteva, spesso, in pene corporali, seppur in casi più gravi il colpevole poteva essere ucciso.
Da un certo momento storico, a noi ignoto, si stabilì che l'offeso non potesse rifiutare una composizione pecuniaria, che andava a "risarcire" questi per evitare la vendetta.
Siamo di fronte quindi a un onere e a un primo abbozzo di obbligazione.

### Nexum
Il nexum consisteva nell'asservimento del debitore al creditore, a garanzia di un debito, fino alla soddisfazione di quest'ultimo.
Il vincolo che si creava era riferibile solo a debitore e creditore e, in base al fides, il creditore avrebbe dovuto liberare il debitore quando il debito era stato soddisfatto, ma il rapporto tra i soggetti, a differenza della classica obligatio, era anche attuale e materiale e non soltanto giuridico e potenziale.

### Praedes e vades
Praedes e vades, nell'età arcaica romana, erano assimilabili a quelli che oggi chiamiamo garanti.
I praedes erano utilizzati nella legis actio sacramenti in rem, affinché garantissero che la parte soccombente con il possesso della cosa controversa, assegnata nel caso dal pretore, la restituisse.
I vades, invece, erano garanti della parte convenuta, affinché ricomparisse in giudizio nel caso in cui l'udienza era stata rinviata ad altro giorno.
Erano negozi verbali, secondo uno schema non dissimile all'obligatio, con una domanda e una congrua risposta positiva, formando quindi una certa aspettativa e un certo risultato.
L'aspettativa, però, non era rivolta verso i garanti, ma dall'avversario in giudizio e, per questo, praedes e vades garantivano il fatto di un terzo.
I garanti diventavano responsabili, quindi, solo quando il creditore fosse stato inadempiente, dividendo quindi il debito dalla responsabilità, affidato a persone diverse.

### Sponsio
Lo sponsio costituiva il prototipo della stipulatio ed era già riconosciuta e tutelata dalle XII tavole.
Allo sponsio erano presenti due parti, una delle quali avrebbe interrogato l'altro su una promessa da fare e quest'ultimo che sarebbe rimasto vincolato alla promessa, che consisteva in una prestazione futura ed era egli stesso responsabile nel caso non l'avesse compiuta e fosse stato quindi inadempiente.
Il rapporto giuridico che si andava a creare, in sede processuale, venne denominato oportere.

### Ultima evoluzione
La struttura del vincolo che nasceva grazie alla sponsio si espanse anche ad altri rapporti, anche quelli derivanti da atto lecito ed è da qui che si cominciò ad utilizzare il termine obligatio con la definizione che prima abbiamo esplicato.
L'obligatio entrò poi nell'uso anche di atti illeciti, dove colui che compiva l'illecito doveva risarcire la vittima, utilizzando la stessa responsabilità che si poteva vedere negli atti leciti, seppur, il fenomeno era diverso e i regimi giuridici applicati erano in parte differenti.
Anche la responsabilità ebbe la sua evoluzione, partendo da quella delle legis actio per manus iniectionem, dove si poteva rischiare in maniera assai facile di essere assoggettati personalmente al creditore fino a giungere a una responsabilità esclusivamente patrimoniale, dove il vincolo che si creava non era più potenzialmente coinvolgente il debitore, ma legato al patrimonio e andando così a influenzare alcuni elementi fondamentali del regime giuridico dell'obligatio.

## La prestazione

### Requisiti della prestazione
La obligatio, per poter essere valida, doveva contenere al suo interno una prestazione che rispettasse precisi requisiti:
- carattere patrimoniale, ovvero la prestazione doveva essere valutabile in denaro.[10]
- Il creditore doveva avere interesse nella prestazione del debitore.[10]
- Non si potevano promettere fatti altrui, ovvero assumersi la responsabilità per comportamenti altrui.[10]
- Doveva essere possibile.
- Non poteva essere contraria al buon costume o allo ius.
- Doveva essere determinata o determinabile.

### Contenuto della prestazione
La prestazione, nel mondo del diritto romano, poteva essere di dare, facere e praestare.
La prima consisteva nel trasferimento di proprietà o nella costituzione di un altro diritto reale, quindi, assieme all'atto traslativo, era necessario l'acquisto del diritto e del possesso.
La seconda, invece, prevedeva qualsiasi comportamento differente dal dare, comprendendo prestazioni di non facere.
Le prestazioni del terzo tipo, invece, non sono arrivate a noi con un significato unico, attraverso le non molte formule, anche se, nelle fonti classiche, si può ritrovare un significato generico, correlato con ogni possibile prestazione.